# Velike Češnjice
Velike Češnjice – wieś w Słowenii, w gminie Ivančna Gorica. W 2018 roku liczyła 233 mieszkańców.